# Alexander J. Dallas

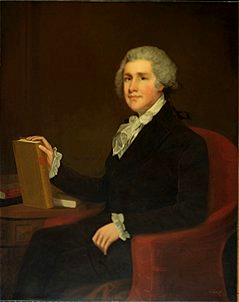
Porträt von Alexander J. Dallas im Finanzministerium

Alexander James Dallas (* 21. Juni 1759 in Kingston, Jamaika; † 16. Januar 1817 in Philadelphia, Pennsylvania) war ein US-amerikanischer Jurist und Politiker, der dem Kabinett von US-Präsident James Madison als Finanzminister angehörte.

## Familie, Studium und berufliche Laufbahn
Dallas entstammte einer schottischen Arztfamilie, die 1764 zunächst nach Edinburgh und später nach London zog, wo er zunächst ein Studium der Sprachwissenschaften absolvierte, da er ein von ihm selbst gewünschtes Studium der Rechtswissenschaften nicht aufnehmen konnte. Nach der Rückkehr der Familie nach Jamaika wurde er aufgrund der Beziehungen seines Vaters dennoch 1781 als Rechtsanwalt zugelassen.
Nach der Umsiedlung nach Pennsylvania wegen der Gesundheit seiner Ehefrau 1783 wurde er zwei Jahre später auch dort als Anwalt zugelassen. Da die Kanzlei zunächst jedoch nur wenig erfolgreich war, war er daneben von 1787 bis 1789 auch Herausgeber der Zeitungen Pennsylvania Herald und Columbian Magazine.
Von 1791 bis 1800 war er erster Herausgeber der Entscheidungssammlung des United States Supreme Court, der sogenannten Dallas Reports. Da es sich dabei jedoch damals nicht um ein offizielles Amt handelte, gab er die Entscheidungen auf eigene Kosten heraus. Diese Sammlung war jedoch unvollständig, ungeordnet und erschien zumeist erst sehr verspätet. So erschien zum Beispiel die Grundsatzentscheidung Chisholm v. Georgia von 1793, die letztlich zum 11. Verfassungszusatz führte, erst fünf Jahre nach der Ratifikation des Zusatzes am 7. Februar 1795. Nach dem Umzug des Obersten Gerichtshofes nach Washington, D.C. legte er das Amt des Herausgebers nieder.
Dallas war von 1791 bis zu seinem Tod Mitglied der American Philosophical Society sowie zeitweise Mitglied des Treuhändergremiums (Trustee) der University of Pennsylvania.
Sein zweiter Sohn George war Vizepräsident der Vereinigten Staaten während der Amtszeit von James K. Polk.

## Politische Laufbahn

### Ämter in Pennsylvania
Im Januar 1791 berief ihn der erste Gouverneur von Pennsylvania, Thomas Mifflin, zum Secretary of the Commonwealth in der Staatsregierung. In dieser Funktion, die er auch unter Mifflins Nachfolger Thomas McKean bis 1801 ausübte, war er zeitweise de facto amtierender Gouverneur.
1793 war er Gründer der Democratic-Republican Societies, einer Organisation, die auf lokaler Ebene die Gedanken der Demokratie und der Republik förderte und zugleich aristokratische Tendenzen bekämpfte. Als solcher war er Mitbegründer der Demokratisch-Republikanischen Partei in Pennsylvania und ein starker Verfechter der Verfassung der Vereinigten Staaten.
1801 erfolgte seine Ernennung zum ersten Bundesstaatsanwalt für den östlichen Bezirk von Pennsylvania. In diesem Amt war er bis zum 6. Oktober 1814 tätig; sein Nachfolger wurde Charles Jared Ingersoll.

### Finanzminister unter Präsident Madison
Während des Britisch-Amerikanischen Krieges von 1812 half er seinem persönlichen Freund Albert Gallatin, der zu diesem Zeitpunkt Finanzminister war, bei der Einrichtung von Geldfonds zum Kampf gegen das Vereinigte Königreich.
Am 6. Oktober 1814 wurde er dann als Nachfolger von George W. Campbell selbst Finanzminister der durch den Krieg beinahe bankrotten Vereinigten Staaten. Während seiner Amtszeit erfolgte eine Reorganisation des Ministeriums sowie der Haushaltsausgleich. Des Weiteren war er verantwortlich für die Einrichtung der Second Bank of the United States und die Rückkehr zum Münzgeld.
Während seiner Zeit im Kabinett Madison war er zusätzlich vom 30. September 1814 bis zum 28. Februar 1815 auch amtierender Außenminister sowie zwischen dem 14. März und Dezember 1815 amtierender Kriegsminister.
Nach seinem Ausscheiden aus dem Finanzministerium am 21. Oktober 1816 zog er sich nach Philadelphia zurück, wo er drei Monate später verstarb. Ihm zu Ehren wurde der Bezirk Dallas County im Staat Alabama benannt.

## Veröffentlichungen
- Reports of Cases ruled and adjudged by the Courts of the United States and of Pennsylvania, before and since the Revolution. Philadelphia, 1790–1800 (4 Bände)
- Features of Jay's Treaty. Philadelphia, 1795
- Speeches on the Trial of Blount.
- Address to the Society of Constitutional Republicans. 1805
- Exposition of the Causes and Character of the War of 1812–'15.